# Celebrechty
Celebrechty – format polskiego serialu animowanego dla dorosłej widowni realizowanego według koncepcji Macieja Pawełczyka i Radosława Wikiery. 15-minutowe odcinki serialu emitowane były od 12 grudnia 2009, cotygodniowo w soboty o 20:30 na kanale TVN Turbo.

## Geneza tytułu
Nazwa serii Celebrechty to neologizm utworzony z rzeczownika celebryta i czasownika brechtać, który oznacza mniej więcej obśmiewać show biznesu w rubaszny i bezkompromisowy sposób.

## Założenia
Celebrechty to rysunkowe talk show, w którym cztery animowane postacie komentują wydarzenia polskiego show biznesu i nie tylko.
Prowadzący, czyli Sopel, Marko, Amol i Show-D, zupełnie nieoczekiwanie dostają propozycję prowadzenia magazynu na antenie TVN Turbo. W rzeczywistości na początku ofertę otrzymuje Sopel, ale formuła programu wymaga jeszcze trzech dodatkowych prowadzących. Sopel zaprasza do współpracy swoich najlepszych kolegów.

## Produkcja
- producent wykonawczy dla TVN Turbo - INBORNMEDIA i SCINT.
- koncepcja formatu - Maciej Pawełczyk i Radosław Wikiera
- reżyseria i scenariusz - Robert Zieliński (odc. od 1-10,12)
- reżyseria i scenariusz - Michał Burakowski, Paweł Gregorczyk (odc. 11,13-21)
- dyrektor artystyczny - Marcin Skoczek
- głosy postaci - Andrzej Wieczorek.
- udźwiękowienie - Wojciech Kruczkowski.
- muzyka - zespół Miami Coke